# Szarvasi járás
A Szarvasi járás Békés vármegyéhez tartozó járás Magyarországon, amely 2013-ban jött létre. Székhelye Szarvas. Területe 485,06 km², népessége 28 755 fő, népsűrűsége 59 fő/km² volt a 2012. évi adatok szerint. Két város (Szarvas és Kondoros) és 4 község tartozik hozzá.
A Szarvasi járás a járások 1983-as megszüntetése előtt is mindvégig létezett, és székhelye az állandó járási székhelyek kijelölése (1886) óta végig Szarvas volt.

## Települései
| Település        | Rang (2013. július 15.) | Kistérség (2013. január 1.) | Népesség (2012. január 1.) | Terület (km²) |
| ---------------- | ----------------------- | --------------------------- | -------------------------- | ------------- |
| Szarvas          | járásszékhely város     | Szarvasi                    | 17 007                     | 161,57        |
| Kondoros         | város                   | Szarvasi                    | 5 201                      | 81,84         |
| Békésszentandrás | nagyközség              | Szarvasi                    | 3 765                      | 77,45         |
| Csabacsűd        | nagyközség              | Szarvasi                    | 1 800                      | 66,85         |
| Kardos           | község                  | Szarvasi                    | 608                        | 42,79         |
| Örménykút        | község                  | Szarvasi                    | 374                        | 54,56         |